# 20164 Janzajíc
20164 Janzajíc là một tiểu hành tinh vành đai chính với chu kỳ quỹ đạo là 1228.3974787 ngày (3.36 năm).
Nó được hai nhà thiên văn học người Séc Jana Ticha và Milos Tichý phát hiện ngày 9 tháng 11 năm 1996 tại Đài thiên văn Kleť (IAU code 046) ở Cộng hòa Séc, và được đặt theo tên Jan Zajíc (1950 - 1969), một sinh viên Tiệp Khắc đã tự thiêu ngày 25.2.1969 ở gần quảng trường Wenceslas tại Praha, để phản đối việc quân đội Liên Xô chiếm đóng Tiệp Khắc thời đó.